# 松原至大
松原 至大（まつばら みちとも、1893年3月3日 - 1971年3月15日）は、日本の童話作家・翻訳家。

## 人物・来歴
千葉県千葉市辰州町出身。別姓・村山。
1915年早稲田大学文学部英文科卒。1916年頃より少女小説を書く。1918年東京日日新聞(現・毎日新聞)に入り、「小学生新聞」編集長を務める。1926年童話作家協会創立に参加した。

## 著書
- 『母の御手 少女詩集』（村山至大名義、敬文堂） 1913
- 『ひとつの路 村山至大詩集』（宝文館） 1922
- 『鳩のお家』（大阪毎日新聞社ほか） 1923
- 『海の愛 詩集』（紅玉堂書店） 1925
- 『お日さま』（本田庄太郎絵、早稲田大学出版部） 1927
- 『赤い風船 松原至大・童謠・小曲集』（健文社） 1935.6
- 『子と遊ぶ 童心雑筆』（健文社） 1935
- 『ひらがな童話集』（大石哲路絵、金の星社） 1940
- 『子と共に [ユウ]々居随筆』（北光書房） 1943
- 『お母さん 童話集』（大日本雄弁会講談社） 1948.12

## 翻訳
- 『世界童謡選集 英米の巻』（春秋社、春秋社童話文庫） 1924
- 『マザーグウス子供の唄』（カロリン・ウエルズ 編、春秋社） 1925
- 『少女ウィニフレッド』（メーベル・マロー、平凡社、世界家庭文学全集） 1930
- 『この子供たち』（エディス・ウオートン、世界教育文庫刊行会） 1934
- 『ケティー物語 家庭の巻』（スーザン・クーリッジ、富山房） 1937、のち再刊 1949
- 『ケティー物語 学校の巻』（スーザン・クーリッジ、富山房） 1938、のち再刊 1948
- 『ケティー物語その後の巻』（スーザン・クーリッジ、富山房） 1938、のち再刊 1948
- 『幼き日のこと』（A・A・ミルン、富山房） 1940
- 『夢を売るおぢさん イギリス童話集』（愛育社） 1946.6.
- 『聖書物語』（宮木薫絵、童話春秋社、世界名作物語） 1949
- 『四人の少女』全4巻（ルイザ・メイ・オルコット、大日本雄弁会講談社） 1950
- 『まごころ物語 ジャカネープス』（ジュリアナ・ホレイシア・ユーイング、童話春秋社、世界名作文庫） 1950.11
- 『八人のいとこ』（オルコット、宮木薫絵、富山房） 1950
- 『カニといっしょに 科学童話』（マクドナルド・ヤーズレー、宮木薫絵、同和春秋社） 1953
- 『小公子』（フランシス・エリザ・ホジスン・バーネット、角川文庫） 1954
- 『イエスさま』（外山えみ子絵、同和春秋社、ひらがな世界名作） 1957
- 『ライラックの花の下』（オルコット、角川文庫) 1958
- 『ジャックとジル』（オルコット、石田武雄絵、講談社、世界名作全集） 1960
- 『花物語』（オルコット、角川文庫) 1969